# Estación de Mónaco-Monte Carlo
La Estación de Mónaco-Monte Carlo (en francés: Gare de Monaco-Monte-Carlo; en monegasco: Staçiun de Munegu - Munte Carlu) es la única estación de tren en el Principado de Mónaco. Es atendida por los trenes de la operadora francesa SNCF, en la línea de tren de Marsella-Ventimiglia. La estación, junto con la línea de ferrocarril de todo en el principado, es subterránea. 

## Historia
La línea de ferrocarril de Marsella llegó a Mónaco en 1868, originalmente llamada Monaco (Gare de Mónaco), pasó a llamarse Mónaco-Monte Carlo en la década de 1950, después de la construcción de un nuevo túnel para pasar por una segunda estación de la SNCF llamada Monte Carlo. 
A principios de 1990, se decidió modificar el trazado del ferrocarril subterráneo y construir una nueva estación. La construcción comenzó en 1993, y la nueva estación se abrió el 7 de diciembre de 1999. Esta comprende un túnel curvo de 466 metros de longitud, 22 metros de ancho y 13 metros de altura. Hay tres pistas a través de la estación, a la que se accede desde una plataforma lateral en el lado sur, y una plataforma de la isla entre las dos pistas al norte.